# Fräkensjömyrarna
Fräkensjömyrarna är ett naturreservat i Hagfors kommun i Värmlands län.
Området är naturskyddat sedan 2001 och är 1 777 hektar stort. Reservatet består av myrmark.